# Gioacchino Cataldo
Gioacchino Cataldo (Isola di Favignana, 24 maggio 1941 – Isola di Favignana, 21 luglio 2018) è stato un pescatore italiano, noto come rappresentante della storica attività della tonnara dell'isola siciliana di Favignana.

## Biografia
La sua storia è strettamente legata all'isola di Favignana, dove ha vissuto per tutta la sua vita, e allo Stabilimento Florio, dove ha iniziato a lavorare giovanissimo, svolgendo il mestiere di tonnaroto per 33 anni e diventando nel 1996 rais, cioè capo assoluto e coordinatore dei pescatori della tonnara, ruolo che ha mantenuto per 11 anni, nel periodo più difficile della storia della tonnara di Favignana, fino al 2007, l'anno dell'ultima mattanza.
Nel 1997, insieme ad altri tredici tonnaroti, ha costituito la cooperativa "La Mattanza", che ha acquisito la gestione della tonnara nella speranza di riuscire a riorganizzare la pesca del tonno e mantenere viva la tradizione dell'isola.
È stato un profondo conoscitore di tutto ciò che riguarda il mondo del mare, in particolare della pesca del tonno tramite l'utilizzo di tonnare fisse, una tradizione millenaria che sta ormai scomparendo, conoscenze che divulgava volentieri, mostrando le connessioni con la religione tramite le preghiere, spiegando i segreti tecnici delle reti e dei percorsi dei tonni e snocciolando tutti i numeri di quella che era anche un'industria. 
Data la sua passione per il suo lavoro e per l'ambiente marittimo in generale e la grande competenza in merito, ed essendo alto ben 1,93 m e molto robusto di corporatura, veniva chiamato dai suoi compaesani "il gigante del mare". Aveva un carattere pacifico, disponibile ed amichevole, motivo per cui a volte veniva chiamato anche "il gigante buono".
Grazie alla mole e al suo aspetto fisico imponente, nonché alla posizione di rais della tonnara, si è ritagliato negli anni, in coppia col vice rais Clemente Ventrone, il ruolo di testimonial della mattanza, comparendo nelle cartoline e nelle foto più famose dedicate a tale tipo di pesca, in cui i pescatori sollevano a braccia enormi tonni schivando i colpi della coda dei pesci.
Per la sua attività di divulgatore della conoscenza e delle tradizioni della mattanza, Cataldo nel 2006 è stato inserito tra i "Tesori Umani Viventi" del Registro Eredità Immateriali della Sicilia, un documento predisposto dalla Regione Siciliana per preservare le ricchezze immateriali dell'isola, e per questo è spesso citato come un uomo "patrimonio culturale".
È apparso più volte in televisione (come ospite, ad esempio, di Linea blu e della decima puntata della quinta edizione di MasterChef Italia) per parlare della mattanza e dei prodotti tipici ricavati dal tonno ed è citato come fonte in diversi libri sulle tradizioni della pesca del tonno e in ricettari di cucina mediterranea.
Cataldo era uno dei 18 protagonisti della videoinstallazione permanente TORINO presso l'ex Stabilimento Florio delle tonnare di Favignana e Formica, oggi museo regionale. “TORINO” nasce da un progetto di raccolta di testimonianze orali presentate in forma visiva, condotto tra un gruppo di anziani operai dello stabilimento Florio di Favignana.

### Morte
È morto nella notte del 21 luglio 2018, all'età di 77 anni. L'annuncio del decesso è stato dato dalla sua famiglia tramite la sua pagina ufficiale di Facebook. Il motivo della morte sarebbe una malattia non dichiarata dai familiari, che a loro detta lo aveva colpito ormai da giorni e stava indebolendo sempre di più il suo corpo.

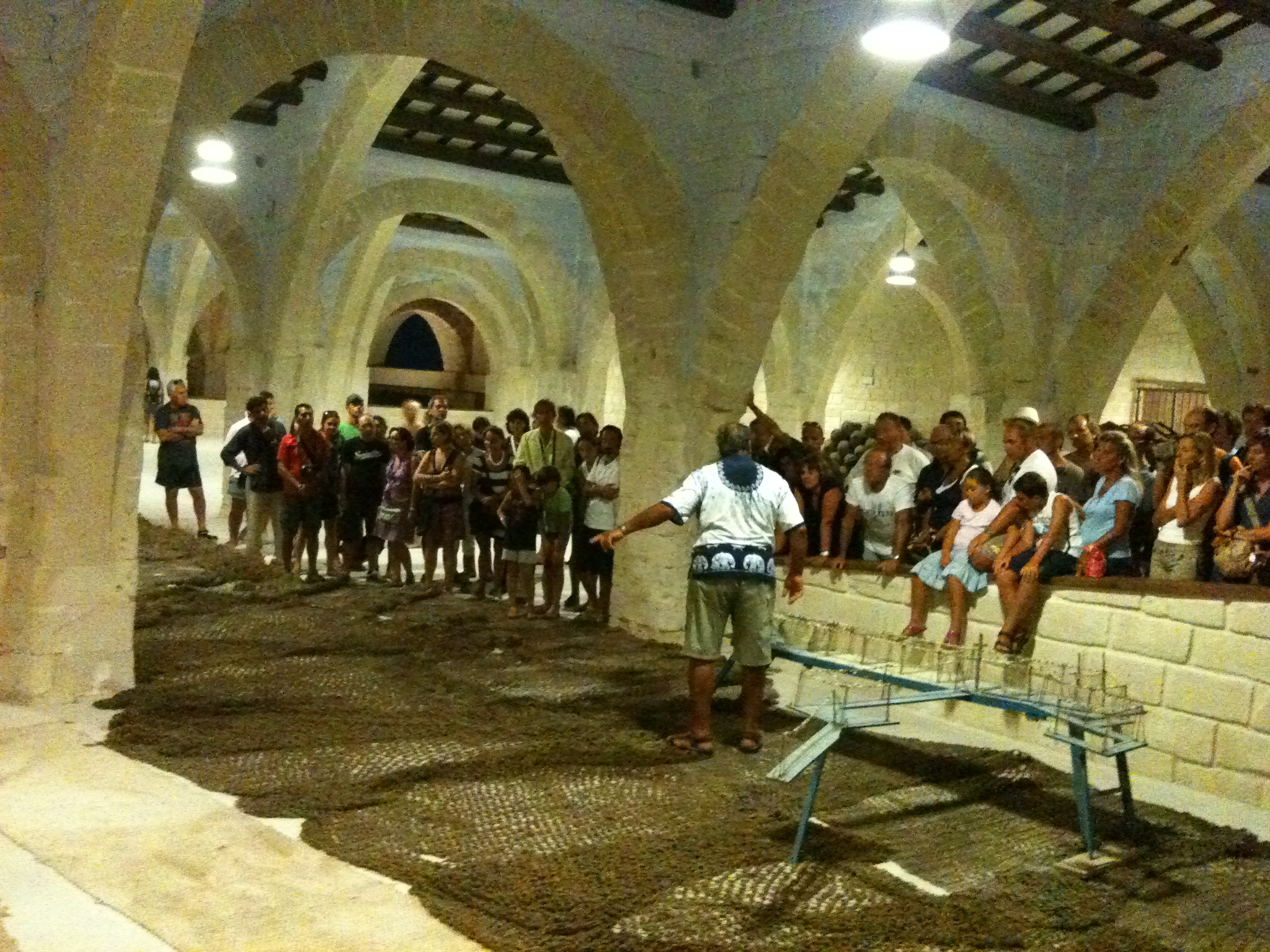
Il rais Gioacchino Cataldo guida una visita presso l'Ex Stabilimento Florio delle Tonnare di Favignana e Formica
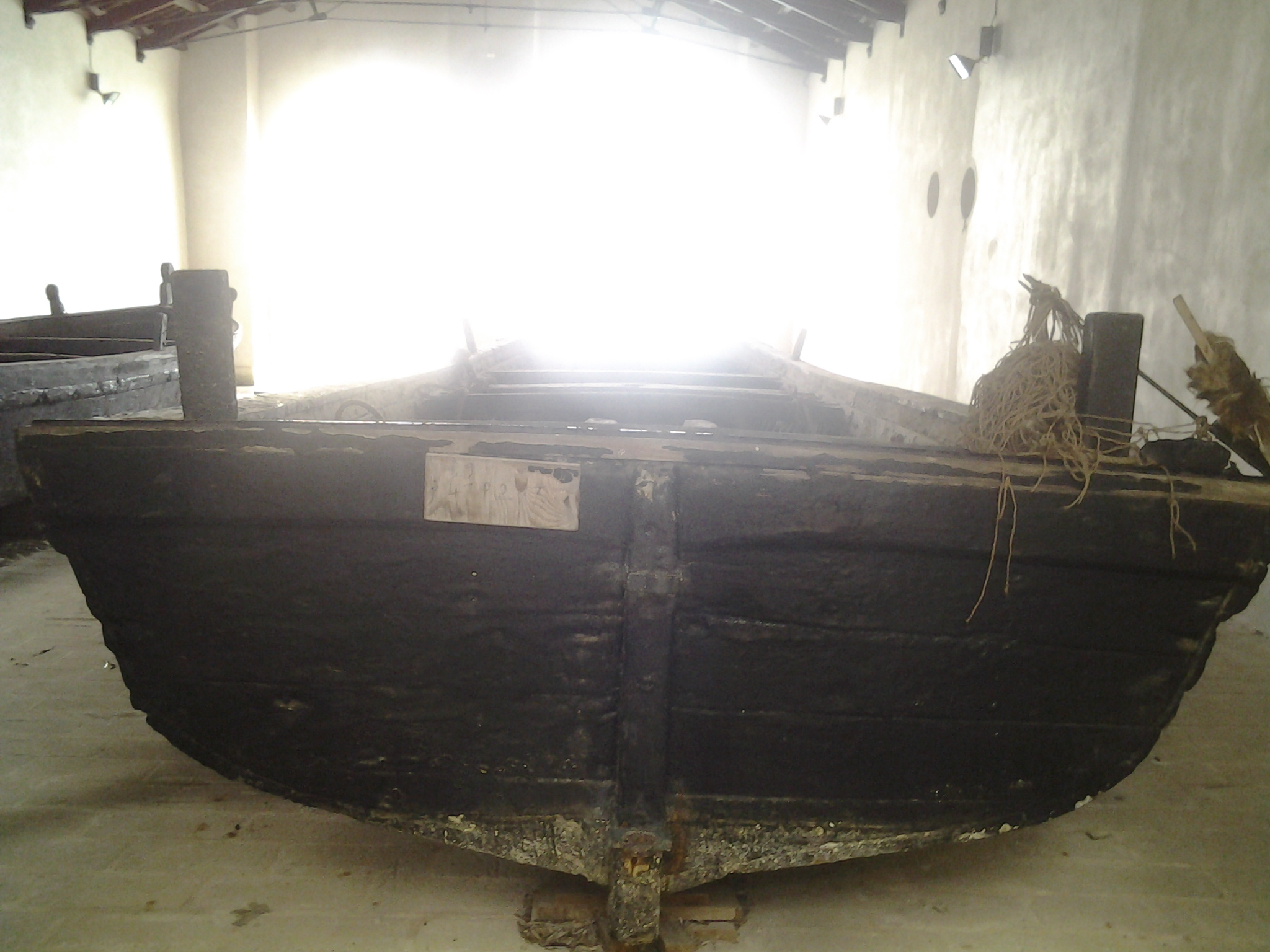
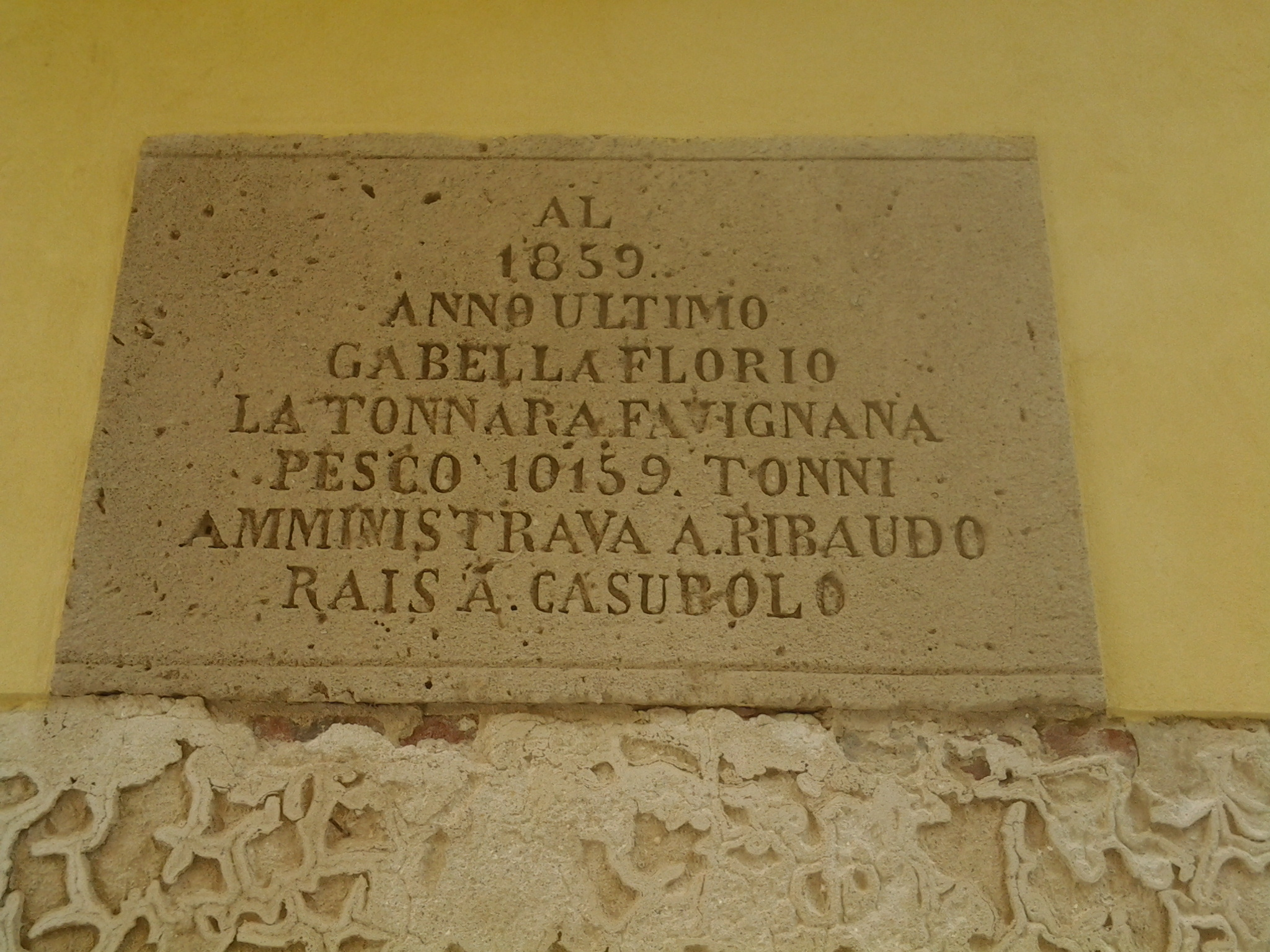